# Углавка
Углавка (чеш. Úhlavka) — река на западе Чехии в Пльзеньском крае, правый приток реки Мже. Длина составляет 41,4 км. Площадь бассейна — 297 км². Средний расход воды — 1,2 м³/с.
Берёт начало в 1,5 км к востоку от города Пршимда, вблизи деревни Вельке-Дворице, на высоте 635 м над уровнем моря. Течёт главным образом в восточном направлении, через населённые пункты Сумерж, Старе-Седло и Страж. У деревни Простиборж поворачивает на северо-восток. В 6 км ниже этого места, слева, в реку впадает крупнейший приток — Вировски-Поток, длина которого составляет 21,7 км. Ещё в 6 км ниже Углавка протекает через город Кладруби, к северу то которого, вблизи города Стршибро, на высоте 361,9 км, река впадает в Мже.